# Hoylande Young
Pour les articles homonymes, voir Young.
Hoylande Denune Young Failey (26 juin 1903 - 12 janvier 1986) est une chimiste américaine. Pendant la Seconde Guerre mondiale, elle travaille au laboratoire métallurgique du projet Manhattan. Après la guerre, elle devient la première femme à être nommée chef de division au Laboratoire national d'Argonne et la première femme à présider la section de Chicago de l'American Chemical Society.

## Biographie
Hoylande Denune Young est née à Columbus, Ohio, le 26 juin 1903. Elle a une sœur, Hilda. Elle s'intéresse à la chimie lorsqu'elle est au lycée, où il y a des cours de chimie séparés pour les garçons et les filles. En raison de conflits d'horaire de cours, elle est autorisée à suivre le cours pour garçons le plus difficile, bien qu'elle ait dû s'asseoir au fond de la classe. Elle entre à l'Université d'État de l'Ohio, dont elle obtient un baccalauréat ès sciences en chimie en 1924. Elle obtient ensuite un doctorat à l'Université de Chicago, rédigeant sa thèse sur les "cétones bromoimino stéréoisomères" sous la direction de Julius Stieglitz.
Après avoir obtenu son diplôme, Young devient chimiste de recherche industrielle, travaillant dans l'industrie de la laque chez Van Schaack Brothers Chemical Works à Chicago. En 1930, elle devient professeure adjointe de chimie au Texas State College for Women, où elle enseigne la nutrition et la Biochimie. En 1934, elle démissionne pour accepter une offre de l'hôpital Michael Reese à Chicago, mais quand elle arrive, le directeur découvre qu'elle est une femme et refuse de l'embaucher. Les emplois sont difficiles à trouver pendant la Grande Dépression, et elle est consultante sans emploi régulier jusqu'en 1938, lorsqu'elle prend un poste chez Pure Oil . Là, elle travaille avec Cary R. Wagner, Jr., sur un livre sur le raffinage du pétrole ,. Le projet dure six ans, mais il est interrompu par le déclenchement de la Seconde Guerre mondiale et le livre n'est jamais publié.
Avec les États-Unis en guerre, Young accepte un emploi en 1942 en tant que bibliothécaire scientifique au Bureau de la recherche scientifique et du développement (OSRD) du laboratoire de toxicité de l'Université de Chicago, compilant des rapports américains, britanniques et canadiens sur la guerre chimique et préparant un indice des produits chimiques toxiques. En 1945, elle est transférée au laboratoire métallurgique du projet Manhattan en tant que chimiste. Là, elle édite des articles qui seront plus tard publiés par la Commission de l'énergie atomique dans le cadre de sa série nationale sur l'énergie nucléaire. Elle sert plus tard sur le comité de rédaction de la Série d'Énergie Nucléaire nationale, en représentant le Laboratoire national d'Argonne.
En 1946, Young rejoint le laboratoire national d'Argonne nouvellement créé en 1946 en tant que directeur de l'information technique, la première femme à être nommée chef de division. Elle reste à Argonne jusqu'à sa retraite en 1964. En 1956, elle est la première femme à être nommée présidente de la section de Chicago de l'American Chemical Society. Elle participe à la création de son Distinguished Service Award, et le reçoit ensuite elle-même en 1975. Elle est également membre de l'American Institute of Chemists, de l'Association américaine pour l'avancement des sciences et des Atomic Scientists of Chicago. Elle est membre fondateur de l'American Nuclear Society et présidente d'Iota Sigma Pi, une société d'honneur nationale pour les femmes en chimie. En 1959, le Chicago Tribune la désigne comme l'une des femmes les plus distinguées de la ville dans les affaires ou les professions et le Laboratoire national d'Argonne créé la série de conférences Hoylande D. Young en son honneur en 1963.
Young épouse Crawford Failey, qu'elle a connu au laboratoire de toxicité. Elle est décédée chez elle à Hyde Park, Chicago, le 12 janvier 1986, et est enterrée au cimetière Riverside, Columbus, Ohio.